# Écluse de Prades
L'écluse de Prades est une écluse à chambre unique du canal du Midi. Construite vers 1676, elle se trouve à 232,9 km de Toulouse à 3 m d'altitude. Les écluses adjacentes sont l'écluse de Bagnas à l'est après une petite navigation sur l'Hérault et l'écluse ronde d'Agde, à l'ouest.
Elle est située sur la commune d'Agde dans le département de l'Hérault en région Occitanie.

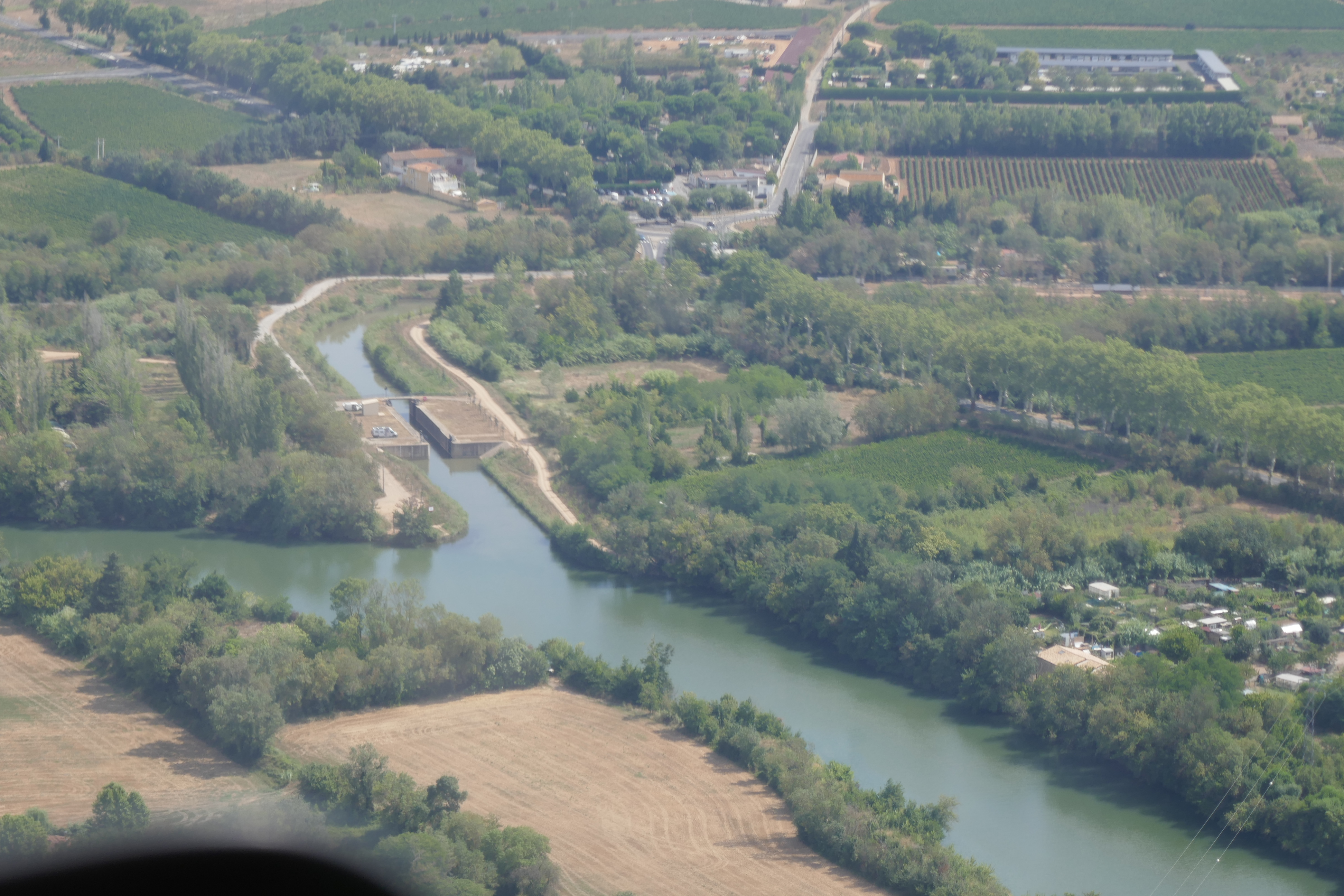
Vue du ciel, au sud-ouest (depuis l'Hérault vers le Canal).
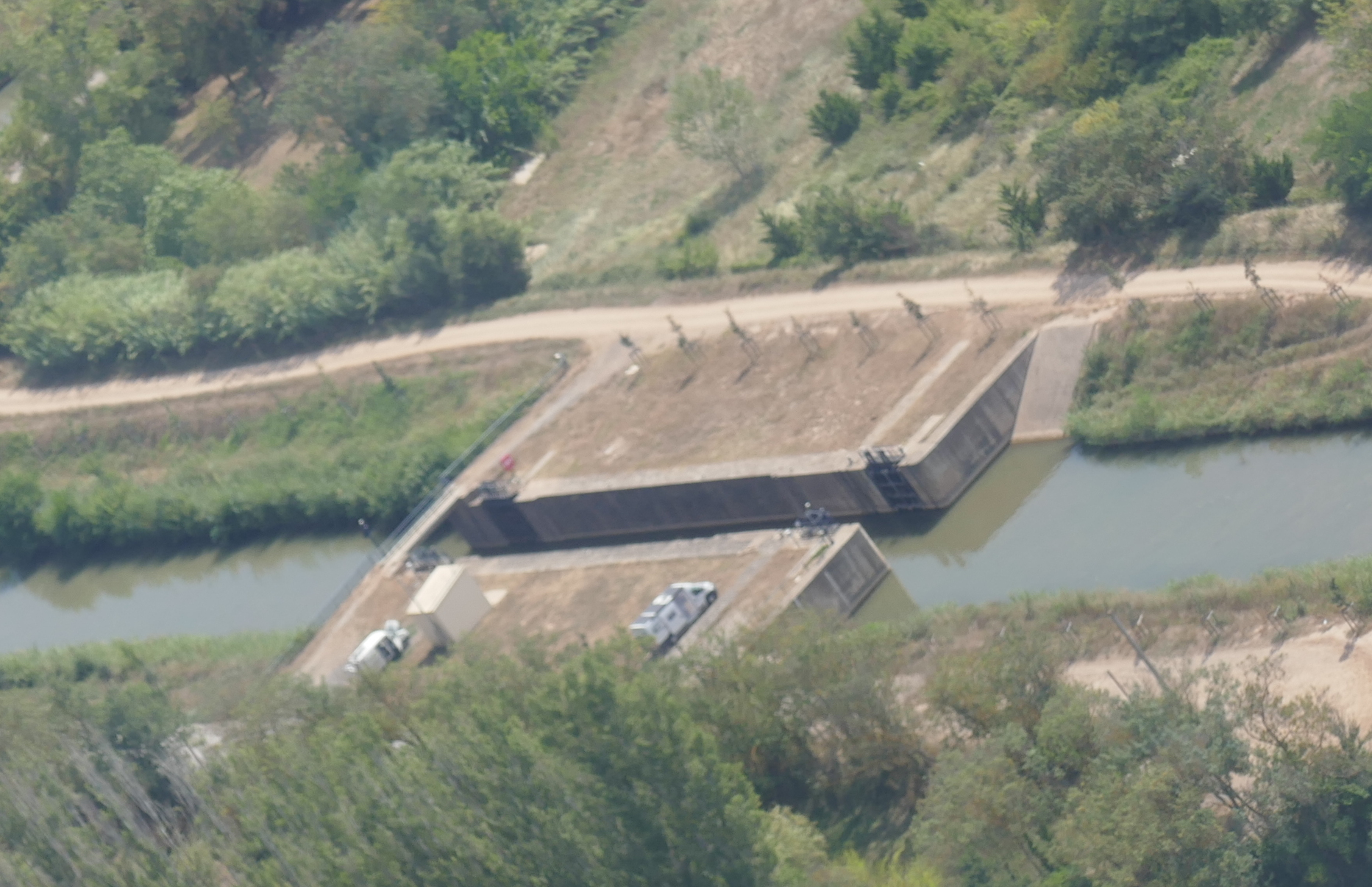
Vue du ciel.